# لویک شتو
لویک شتو (فرانسوی: Loïc Chetout‎؛ زادهٔ ۲۳ سپتامبر ۱۹۹۲) دوچرخه‌سوار اهل فرانسه است.
از باشگاه‌هایی که در آن رکاب زده‌است می‌توان به تیم دوچرخه‌سواری کوفیدیس، اشاره کرد.